# West-Veluws

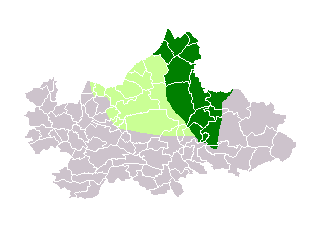
West-Veluws taalgebied (lichtgroen)

West-Veluws is een Nedersaksisch dialect van de Nederlandse provincie Gelderland. Het wordt gesproken in verschillende Veluwse gemeenten en dorpen waaronder: Nunspeet, Putten, Ermelo (Armelo), Harderwijk (Harderwiek), Uddel, Nijkerk (Niekark), Appel, Scherpenzeel (Schaarpezeel), de gemeente Barneveld (Barreveld) en enkele dorpen van de gemeente Ede.
Het West-Veluws wordt ook gesproken in de Utrechtse plaats Bunschoten (Bunsjoten) en van oorsprong ook in Leusden en Amersfoort (Amersfoorts), maar hier is het dialect al zo goed als uitgestorven. De grens tussen West-Veluws in het noordoosten en Utrechts en Zuid-Gelders in het zuidwesten is erg rafelig: ook de dialecten van bijvoorbeeld Soest, Eemnes, Huizen en Laren hebben nog Nedersaksische kenmerken. In de artikelen Goois, Eemlands en Geldersevalleis wordt nader op deze overgangsdialecten ingegaan.

## Sprekers
West-Veluws wordt voornamelijk gesproken door ouderen, het Nedersaksische dialect is niet erg populair onder de jeugd. Dit geldt overigens voor wel meer gebieden in Nederland waar dialecten grotendeels ingeruild worden voor het Standaardnederlands. De meerderheid van de Veluwse jeugd spreekt vandaag de dag Standaardnederlands, er zijn echter nog wel jongeren die het dialect van huis uit spreken, maar vaak al meer met een Nederlandse invloed dan hun ouders en grootouders. Er is ook een klein aantal tweedetaalsprekers. Het West-Veluws is over het algemeen vrij goed verstaanbaar voor mensen die het Standaardnederlands als moedertaal hebben, naarmate men noordelijker of oostelijk gaat wordt het over het algemeen wat moeilijker voor een spreker van het Standaardnederlands. Globaal gezien wordt er binnen het West-Veluwse taalgebied meer dialect gesproken in de noordelijke plaatsen dan in de zuidelijke.
Nijkerk is na de Tweede Wereldoorlog uitgegroeid tot een forenzenstad voor Amersfoort, een vrijwel dialectloze stad, zodat de dialectsprekende gemeenschap sterk in de minderheid is. Feitelijk geldt deze situatie voor de gehele grensstreek van Utrecht en Gelderland, op Bunschoten-Spakenburg na. Plaatsen als Elburg en Oldebroek daarentegen liggen dieper in het Nedersaksische taalgebied, tegen het Sallandse en Oost-Veluwse taalgebied aan, waar het dialect nog een veel grotere plaats heeft.

## Woordenboek van de Gelderse dialecten
Het laatste deel genaamd Veluwe. De wereld. van het Woordenboek van de Gelderse dialecten (WGD) verscheen op 7 november 2008. In deze woordenboekenreeks staan onder andere woorden uit het West-Veluws, het Oost-Veluws, het Urkers en dialecten uit de omliggende gebieden vermeld. Er is ook een versie beschikbaar voor het rivierengebied van Gelderland. In oktober 2005 verscheen het eerste deel Veluwe. Het huis van Harrie Scholtmeijer en in november 2006 kwam het tweede deel Veluwe. De mens uit.
Eerder heeft op kleine schaal ook al registratie plaatsgevonden van de lokale dialecten, bijvoorbeeld in Putten, Nijkerk, Scherpenzeel, Bunschoten, Nunspeet en een boek voor de gehele Noordwest-Veluwe.

## Spelling
Er was tot voor kort nog geen gestandaardiseerde spelling voor het Veluwse dialect, de IJsselacademie heeft echter een spelling ontwikkeld, voor de Overijsselse en Veluwse dialecten, die grotendeels aansluit bij het Standaardnederlands en bij de andere Nedersaksische taalvarianten, een uitgebreide uitleg over de IJsselacademiespelling is te vinden op de website van de IJsselacademie. Vaak gebruikt men nog een eigen spelling, een van de redenen hiervoor is dat veel mensen niet van het bestaan van de IJsselacademiespelling afweten.

## Kenmerken
Het kenmerkende van het West-Veluws is dat het een soort van overgangsgebied is tussen het Nedersaksisch en het Standaardnederlands; hoe noordelijker de plaats is gelegen hoe kleiner die Standaardnederlandse invloed en hoe groter de Nedersaksische invloed meestal wordt. Het Veluws wordt doorgaans tot het Nedersaksisch gerekend, aangezien het qua woordenschat en grammatica meer op het Nedersaksisch aansluit dan op het Standaardnederlands, het is dan ook van oorsprong een echt Nedersaksisch dialect. Het West-Veluws kent per dorp weer verschillende woorden en uitspraken, zo zegt men in Nijkerk brocht en verlore/veleure, in Putten en Bunschoten brocht en verleuren en in Nunspeet bröch en verleuren (brachten en verloren in het Standaardnederlands).

## Klankverschijnselen
In het West-Veluws zijn de klinkerverschijnselen sterk beïnvloed door het Nederlands, meer in het bijzonder de Hollandse dialecten van de zeventiende eeuw. Deze invloed deelt het West-Veluws met het Oost-Veluws, het Sallands, het Stellingwerfs en het Drents, waarin deze talen tegenover het behoudender Twents en het Achterhoeks staan. De Hollandse invloed is in het West-Veluws echter wel ingrijpender. Kenmerkend voor het West-Veluws is de Nederlandse ou die in andere dialecten wordt uitgesproken als ol (bijvoorbeeld: houwen in plaats van holden), in het grensgebied met het Oost-Veluws (bijvoorbeeld in Nunspeet) worden deze vormen soms beiden gebruikt naast houwen (houden) kent men ook zollen (zouden). De Nederlandse ui wordt vrijwel altijd uitgesproken als uu (dus muus, huus enz.) er zijn echter een paar uitzonderingen bijvoorbeeld: fluit(e), buis(e), spuit(e).
De uitspraak van de ee is vaak net iets anders dan die in het Standaardnederlands, het wordt in het boek Bie Bart in de rie geschreven als een êe, deze klank zit vaak tussen de ee en de i in. Vroeger gebruikte men de sj-klank voor het Nederlandse sch, dit is echter vrijwel overal in onbruik geraakt, er zijn echter enkele geïsoleerde plekken waar de sj-klank nog voorkomt, een voorbeeld hiervan is Bunschoten (Bunsjoten).

### De ao-klank
De algemene Nedersaksische ao-klank, die uitgesproken wordt als de Deense å (wordt soms ook wel geschreven als oa) wordt op een groot aantal plaatsen gebruikt waar in het Nederlands aa wordt geschreven, maar ook hier kunnen lokaal enkele verschillen optreden: in Nunspeet zegt men bijvoorbeeld tafel terwijl men in Bunschoten taofel zegt. In het centrale, noordelijke en het oostelijke West-Veluws wordt er vrijwel nooit een ao gebruikt bij de volgende klanken: -aaf (tafel), -aag (dragen), -aak (maken), -aam (lichaam), en -aap (kaap) maar wél in -aai/-aaj (draojen = draden), -aal (verhaol), -aan (haon[e] = haan), -aar (haor), -aat (waoter).
Noten
1. ↑  Meestal niet in woorden als 'speciaal', 'nationaal' etc., dit kan lokaal echter nog weleens verschillen.
2. ↑  Nooit in woorden als 'orgaan', indiaan' etc.
3. ↑  Meestal niet in woorden als 'evenaar', 'bewonderaar' etc., dit kan lokaal echter nog weleens verschillen.

### Voorbeelden
| West-Veluws | Drents | Standaardnederlands |
| ----------- | ------ | ------------------- |
| he-j        | hej    | heb je              |
| houwen      | holden | houden              |
| ies         | ies    | ijs                 |
| laand       | laand  | land                |
| oek         | ok     | ook                 |
| spoek       | spoek  | spook               |
| tied        | tied   | tijd                |
| woenen      | wonen  | wonen               |
| zuunig      | zunig  | zuinig              |

## Dialectvergelijking
| Puttens                             | Nunspeets                            | Standaardnederlands   |
| ----------------------------------- | ------------------------------------ | --------------------- |
| bietje(n)                           | bietjen                              | beetje                |
| beteund                             | betuun                               | schaars, beperkt      |
| bonk                                | bonke                                | groot stuk            |
| breekbonen                          | breekbonen                           | sperziebonen          |
| deern, deretje(n)                   | deerne, deerntjen                    | meisje                |
| duuf                                | duve, doeve                          | duif                  |
| eerpel, erepel                      | eerpel, erepel                       | aardappel             |
| eerdbees                            | eerdbeze                             | aardbei               |
| frommes, vrouw, wief                | frommes, vrouw, wief                 | vrouw                 |
| frullie                             | vrouwluui                            | vrouwen               |
| gedien                              | gedien                               | gordijn               |
| glaozekleed                         | glaozekleed                          | vitrage               |
| hen                                 | hem                                  | hebben                |
| kous                                | hoze, kouse                          | kous                  |
| iezig                               | iezig, iezelig                       | heel, erg             |
| keis, kees                          | keze                                 | kaas                  |
| kiender(s)                          | kienders                             | kinderen              |
| krang                               | krang                                | binnenstebuiten       |
| kuum                                | kuum, teumig                         | bedeesd, rustig       |
| leed, kwaod, hellig                 | leed, kwaod, hellig                  | kwaad, boos           |
| leer                                | ledder (Elspeet: lere)               | ladder                |
| luui                                | luui                                 | lui                   |
| platte peters                       | platte peters                        | tuinbonen             |
| mins                                | meens                                | mens                  |
| mirreg > smirregs/smirreges/smirges | mirreg > snaomes/snaomiddes/smirregs | middag                |
| moekerig weer                       | moekerig weer                        | broeierig weer        |
| op huus opan                        | op huus an                           | naar huis toe         |
| overstuur                           | overstuur                            | bedorven (eten)       |
| vao(de)r en moe(de)r                | vaor en moor                         | vader en moeder       |
| schaal sjaal                        | sjaal                                | sjaal, das            |
| schaol                              | schaole                              | schaal                |
| schand                              | schaande                             | schande               |
| school                              | schoele                              | school                |
| sneeg                               | snejig                               | flink, vlot, gewiekst |
| strabant                            | strabant                             | pittig, vrijpostig    |
| sukelao                             | sukelao                              | chocolade             |
| de hof, de tuun                     | de tune, de hof                      | de tuin               |
| tunekrupertje, klein jantje(n)      | tunekrupertjen                       | winterkoninkje        |
| uui (ook wel look iets ouderwets)   | ui (ook wel look iets ouderwets)     | ui                    |
| vulling                             | vullen                               | veulen                |
| wulie                               | woelie                               | wij                   |
| zog                                 | motte                                | zeug                  |

Noten
1. ↑  Da's een bonk um.
2. ↑  Je kunnen m'n een bonke wies maken.
3. ↑  Iezig mooi.
4. ↑  Kindertaal: poeta en taat.
5. ↑  Een schaal um de nek.
6. ↑  Steenenkamer e.o. 'sjaol'.
7. ↑  Steenenkamer e.o. 'sjaand' of 'sjand'.
8. ↑  Steenenkamer e.o. 'sjool'.
9. ↑  Sneeg wief = mooie vrouw.

### Overige dialecten
| Andere dialecten | Locatie                                 | Standaardnederlands |
| ---------------- | --------------------------------------- | ------------------- |
| oot(jen)         | Bunschoten, Nijkerk, vroeger ook Putten | oma                 |
| kiekkast(e)      | hele (West-)Veluwe                      | televisie           |

Noten
1. ↑  Meestal 'tv' of 'tillevisie'.

## Grammatica
In werkwoorden gebruikt het West-Veluws gebruikt het Nederlandse achtervoegsel -en in plaats van de oorspronkelijke Nedersaksische -t, de West-Veluwse variant is met de Hollandse expansie uit het (Noord-)Hollands komen overwaaien. In het Oost-Veluws zegt men bijvoorbeeld wie denkt en wie heurt terwijl het West-Veluws wie/wulie denken en wie/wulie heuren gebruikt, dit verschijnsel komt ook voor in het Stellingwerfs. Er zijn onderling ook enkele verschillen, het Nunspeets vertoont bijvoorbeeld meer Oost-Veluwse kenmerken. Zo is 'kaas' in Putten keis of kees en in Nunspeet keze (of: kêeze) wat hetzelfde is als in het Oost-Veluws.
Opvallend is dat het Veluws een meervoudsvorm gebruikt voor 'jij', dus in plaats van 'jij hoort' of 'jij zou' zegt men jie heuren en jie zollen/jie zouen. Het West-Veluws laat het verschil tussen man en vrouw vaak achterwege, bijvoorbeeld: Kees vreug an Marieke of hie (hij) nog gung/ging eten. Dit verschijnsel komt alleen op de Veluwe voor, en onder druk van de omringende dialecten en de standaardtaal is het duidelijk op zijn retour.
In een groot aantal (werk)woorden wordt de e niet uitgesproken, bijvoorbeeld in warken, uitgesproken als wark'ng (of eerder: warrek'ng). De uitspraak van de uitgang -en verschilt ook van dorp tot dorp; meer naar het zuidwesten is de realisatie [ən] gebruikelijker dan alleen [n]. De grens van dit verschijnsel loopt tussen Ermelo en Harderwijk door.
Hieronder enkele voorbeelden van de vervoegingen van werkwoorden in het West-Veluws.
| Puttens       | Standaardnederlands |
| ------------- | ------------------- |
| ik loop       | ik loop             |
| jie loop      | jij loopt           |
| hie loopt     | hij loopt           |
| wullie lopen  | wij lopen           |
| hun/zie lopen | zij lopen           |
| julie lopen   | jullie lopen        |

| Puttens       | Standaardnederlands |
| ------------- | ------------------- |
| ik het        | ik heb              |
| jie het       | jij hebt            |
| hie het       | hij heeft           |
| wulie hen     | wij hebben          |
| zulie/zie hen | zij hebben          |
| julie hen     | jullie hebben       |

Noten
1. ↑  Vroeger zei men ook wel 'hie heet'.

| Nunspeets   | Standaardnederlands |
| ----------- | ------------------- |
| ik lope     | ik loop             |
| jie lopen   | jij loopt           |
| hij loop    | hij loopt           |
| wie lopen   | wij lopen           |
| zee lopen   | zij lopen           |
| julen lopen | jullie lopen        |

| Nunspeets | Standaardnederlands |
| --------- | ------------------- |
| ik hebbe  | ik heb              |
| jie hem   | jij hebt            |
| hij hef   | hij heeft           |
| wie hem   | wij hebben          |
| zee hem   | zij hebben          |
| julen hem | jullie hebben       |